# Badami
Bādāmi är en ort i Indien.   Den ligger i distriktet Bagalkot och delstaten Karnataka, i den sydvästra delen av landet, 1 400 km söder om huvudstaden New Delhi. Bādāmi ligger 560 meter över havet och antalet invånare är 28 314.
Terrängen runt Bādāmi är platt. Runt Bādāmi är det ganska tätbefolkat, med 230 invånare per kvadratkilometer. Närmaste större samhälle är Guledagudda, 19,3 km nordost om Bādāmi. Trakten runt Bādāmi består till största delen av jordbruksmark.